# James Kirkwood
James Kirkwood (Sr.) (Grand Rapids (Michigan), 22 februari 1875 – Woodland Hills, 24 augustus 1963) was een Amerikaans acteur en regisseur.
Kirkwood debuteerde in 1909 en speelde voornamelijk in films van D.W. Griffith. Hij speelde regelmatig tegenover actrice Mary Pickford en raakte bevriend met haar. In 1923 trouwde hij met actrice Lila Lee, met wie hij een jaar later zoon James Kirkwood, Jr. kreeg, die later schrijver is geworden. Kirkwood Sr. gaf zijn carrière als regisseur op in de jaren 20, maar bleef tot in de jaren 50 acteren.
Kirkwood stierf op 88-jarige leeftijd.

## Filmografie (selectie)
| - The Heart of an Outlaw (1909) - The Lonely Villa (1909) - The Faded Lilies (1909) - The Mexican Sweethearts (1909) - The Way of Man (1909) - The Necklace (1909) - The Cardinal's Conspiracy (1909) - Tender Hearts (1909) - The Renunciation (1909) - Sweet and Twenty (1909) - The Slave (1909) - A Strange Meeting (1909) - They Would Elope (1909) - His Wife's Visitor (1909) - The Indian Runner's Romance (1909) - The Seventh Day (1909) - Oh, Uncle! (1909) - The Little Darling (1909) - The Hessian Renegades (1909) - Getting Even (1909) - The Broken Locket (1909) - In Old Kentucky (1909) - The Little Teacher (1909) - His Lost Love (1909) - Lines of White on a Sullen Sea (1909) - The Restoration (1909) - The Light That Came (1909) - The Mountaineer's Honor (1909) - To Save Her Soul (1909) - The Day After (1909) - The Call (1910) | - The Woman from Mellon's (1910) - A Victim of Jealousy (1910) - The Face at the Window (1910) - The Call to Arms (1910) - Never Again (1910) - Sunshine Sue (1910) - The Courting of Mary (1911) - Little Red Riding Hood (1911) - The New York Hat (1912) - Home, Sweet Home (1914) - The Eagle's Mate (1914) - Behind the Scenes (1914) - Cinderella (1914) - Mistress Nell (1915) - Fanchon, the Cricket (1915) - The Dawn of a Tomorrow (1915) - Little Pal (1915) - Rags (1915) - The Foundling (1915) - Dulcie's Adventure (1916) - Faith (1916) - A Dream or Two Ago (1916) - Innocence of Lizette (1916) - The Gentle Intruder (1917) - Human Wreckage (1923) - Broken Barriers (1924) - Circe, the Enchantress (1924) - Sally of the Sawdust (1925) - Madame Curie (1943) - Joan of Arc (1948) - Intruder in the Dust (1949) |